# Паращенко, Владимир Михайлович
Владимир Михайлович Пара́щенко (16 октября 1936, Невель, Калининская область — 23 сентября 2021, Уфа) — генеральный директор ОАО «Уфимское моторостроительное производственное объединение» (1986—1998). Заслуженный машиностроитель РБ (1994). Действительный член Академии транспорта РФ (1993).

## Биография
Паращенко Владимир Михайлович родился 16 октября 1936 года в г. Невель (ныне — Псковской области).
В 1966 году окончил Уфимский авиационный институт.
С 1951 по 1956 годы работал в городе Советск на ГРЭС № 18 Мосэнерго учеником токаря, дублёром кочегара, машинистом котла; с 1960 года в Уфе лаборантом УНИ; токарем, наладчиком, мастером, заместителем начальника, начальником цеха, с 1976 года — заместитель директора по литейному производству, в 1986—1998 гг. — генеральный директор, с 1998 г. — консультант по экономическим вопросам, с 2005 года — генеральный советник-председатель Совета старейшин ОАО «УМПО», с 1990 года — одновременно профессор кафедры «Машины и технология литейного производства» УГАТУ.
Автор около 10 научных работ и двух изобретений. Область научных интересов В. Паращенко — развитие технологий литейного производства. При его участии на предприятии выпускались газоперекачивающие агрегаты АЛ-31СТ на базе двигателя АЛ—31, снегоходы «Рысь», мотоблоки «Урал» и другая продукция.
Скончался 23 сентября 2021 года от последствий COVID-19.

## Награды и звания
- Заслуженный машиностроитель РБ
- Премия Совета министров СССР (1991)
- Премия им. Н. Е. Жуковского (1994)
- Ордена Трудового Красного Знамени (1975), «Знак Почёта» (1980), Дружбы (1995), медалями.